# النشيمة (الضليعة)
'

تعديل مصدري - تعديل

النشيمة هي إحدى قرى عزلة الضليعة بمديرية الضليعة التابعة لمحافظة حضرموت، بلغ تعداد سكانها 14 نسمة حسب تعداد اليمن لعام 2004.